# Cass County, Michigan
Cass County är ett administrativt område i delstaten Michigan, USA, med 52 293 invånare. Den administrativa huvudorten (county seat) är Cassopolis.

## Geografi
Enligt United States Census Bureau har countyt en total area på 1 317 km². 1 274 km² av den arean är land och 42 km² är vatten.

### Angränsande countyn
- Van Buren County - nord
- Saint Joseph County - öst
- Berrien County - väst
- Elkhart County, Indiana - sydost
- St. Joseph County, Indiana - sydväst

### Orter
- Cassopolis (huvudort)
- Dowagiac
- Edwardsburg
- Marcellus
- Niles (delvis i Berrien County)
- Vandalia